# 安州 (唐朝)
安州，唐朝时设置的州。
唐高祖武德五年（622年），以愛州之隆安县置安州，治隆安县（今越南清化省清化县东南）。属交州總管府。下轄隆安县、教山县、都握县、建道县（今越南清化省南境）。武德七年（624年），属交州都督府。唐太宗贞观元年（627年），将安州废入愛州，隆安县改属愛州，廢除教山县、都握县、建道县。